# 洪淯鼇
洪淯鼇（？—1663年），又作洪淯鰲，字六生，福建泉州府晉江縣人，南明軍事、政治人物。

## 生平
洪淯鼇是萬曆四十四年進士洪贊宇之子，崇禎十二年（1639年）成選貢，隆武時，上陳中興策略，獲授廣州通判，何騰蛟認為他不同常人，請改任道州知州。福京失守，李赤心等十三鎮部隊經過道州，他迎接說：「士兵和流寇不同的地方是，士兵知法而受官節制。現在士兵放縱劫略，則依然是流寇。」各將領都向他怒目而視，只有郝永忠驚奇，回應：「你並不平凡，應該輔佐我軍。」因此一同謁見永曆帝，遷任僉都御史，監督各鎮軍，出駐湖南。
何騰蛟死後，孫可望入雲南，道路隔絕，洪淯鼇與十三鎮退入西山，佔據夷陵、歸州、巴東、均州、巫山、涪州屯田固守，是為夔東十三家。後來他得知永曆帝暫住安龍駐蹕信，於是抄小路上疏十三鎮忠心，扼守險要，隨時可以出動殲滅叛亂。朝廷以功勞下詔加洪淯鼇為兵部右侍郎，總督粵滇黔秦楚豫。永曆帝逃入緬甸，他依然連同諸鎮死守。
永曆十七年（1663年）清兵攻陷老木孔，劉體仁自焚；人們說事敗後他可以離開了，他回答：「軍隊淪亡我便死去，離開可以怎樣？」結果他和郝永忠等人一同被擒，不願投降，被斬殺前也神色自若，屍體投入巫山三峽。

## 引用
1. 1 2  乾隆《晉江縣志·卷十·人物志二》：洪淯鰲【鼇】，字六生，贊宇子。崇禎己卯選貢。
2. 1 2  錢海岳《南明史·卷六十三·列傳第三十九》：洪淯鼇，字六生，晉江人。崇禎中選貢。紹宗即位，上中興策，授廣州通判。何騰蛟奇之，請改道州知州。福京亡，李赤心等十三鎮以所部出道道州，淯鼇迎說曰：「兵所以異寇者，畏法受官節制也。今縱劫，則依然寇耳。」諸將皆瞋目，獨郝永忠奇之，曰：「子非百里才，行當佐吾軍。」偕謁昭宗，遷僉都御史，監諸鎮軍，出駐湖南。
3. ↑  錢海岳《南明史·卷六十三·列傳第三十九》：騰蛟歿，孫可望入滇，朝問阻絕，乃與十三鎮退入西山，據夷陵、歸州、巴東、均州、巫山、涪州，屯田固守。久之，得安龍駐蹕信，間道上疏，言十三鎮公忠無二，今扼險據衝，窺晉、楚、蜀有畔，隨時而動。議者多其功，詔加兵部右侍郎，總督粵滇黔秦楚豫。上既蒙塵，猶偕諸鎮死守湖、湘間。永曆十七年，清兵陷老木孔，劉體仁自焚死。或曰事去，公可逝矣。淯鼇曰：「師亡與亡，去將何之？」遂與永忠等被執。勸降不從。赴市，臨命神色不變，屍投巫山三峽中。